# アントワーヌ＝フォルトゥネ・マリオン

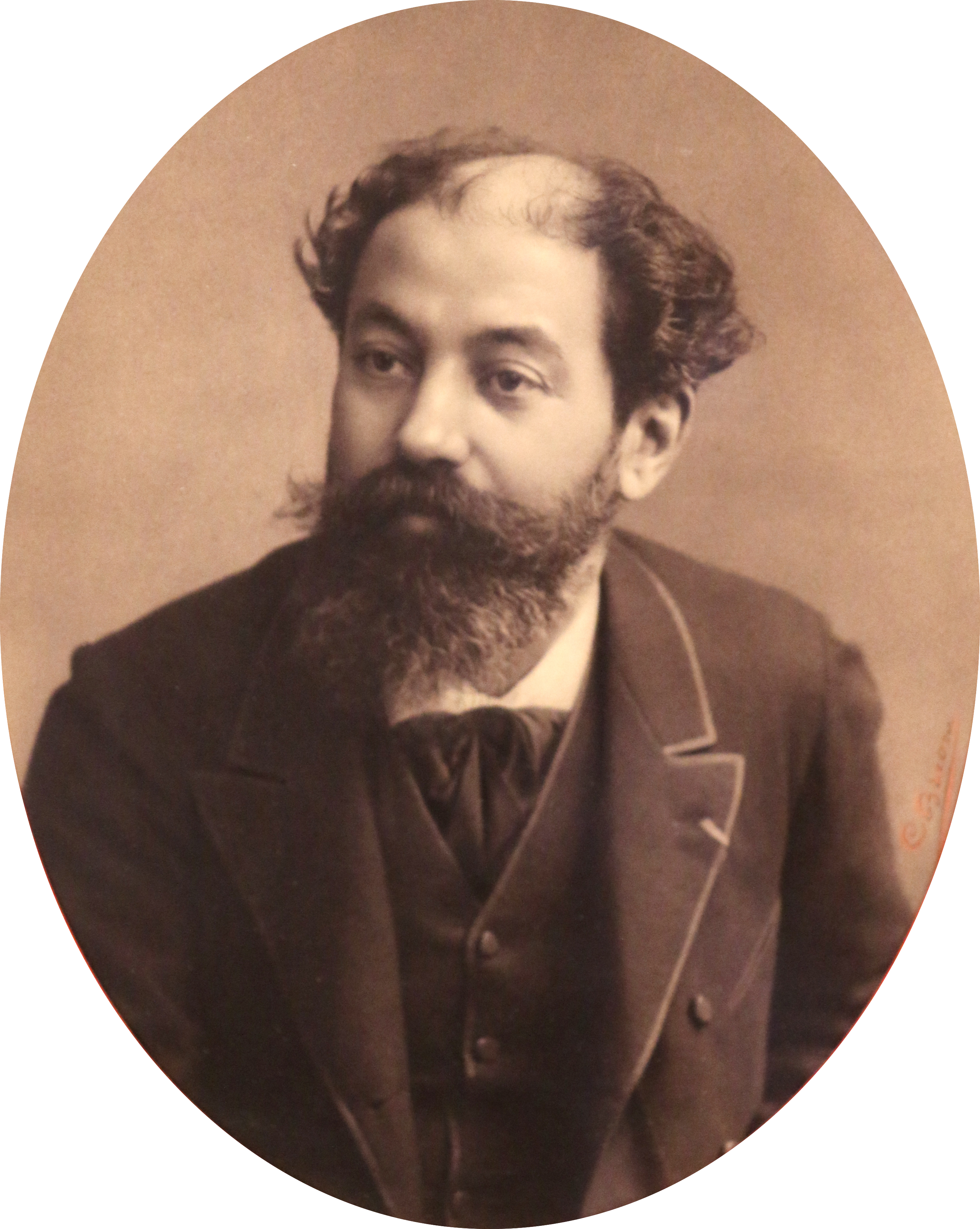
アントワーヌ＝フォルトゥネ・マリオン

アントワーヌ＝フォルトゥネ・マリオン（Antoine-Fortuné Marion、1846年10月10日 - 1900年1月22日）はフランスの動物学者、植物学者である。

## 略歴
南フランスのエクス＝アン＝プロヴァンスに生まれた。同郷の画家、ポール・セザンヌとは友人で、1871年ころにセザンヌがマリオンを描いた肖像画が残されている。勉強熱心な学生ではなかったが、13歳の時、石膏採掘場を散歩中に植物の葉の化石を見つけ、地元の古生物学者のサポルタ（Gaston de Saporta）に渡したことから、友人となり、自然科学者となることになった。大学入学資格を得る前の1862年にサポルタの推薦で研究者の仕事を得た。
1867年にプロヴァンス地域の第四紀の動物相についての論文を書き、翌年学位を得た。1870年からマルセイユの高校の博物学の教師をした後、マルセイユ大学の地質学科で、教え、後にマルセイユの海洋生物研究所の所長などを務めた。
1870年代は、プロヴァンスのぶどう園はブドウネアブラムシ（フィロキセラ）によって甚大な被害を受けていた（19世紀フランスのフィロキセラ禍）。マリオンは。二硫化炭素による殺虫の方法を発案、開発し、50,000ヘクタールのフランスの農園を救い、イタリア、ポルトガル、西ヨーロッパでも効果を上げた。この功績で、フランス農学会から最高賞を受けた。
1884年にフランス科学アカデミーの会員に選ばれ、1886年にマルセイユ・アカデミーの会員に選ばれた。
動物学者としては、海洋生物を研究し、マルセイユ海洋研究所の拡充に努め1888年に所長となった。
1880年にレジオンドヌール勲章（シュヴァリエ）を受勲し、1888年にポルトガル政府からキリスト騎士団勲章、1893年にロシア政府から聖アンナ勲章を受勲した。

## 著作
- Premières observations sur l’ancienneté de l’homme dans les Bouches-du-Rhône, Remondet-Aubin, Aix, 1867, in-8°.
- Recherches zoologiques et anatomiques sur des Nématoïdes non parasites marins. Suivi de Propositions données par la Faculté, Paris, Masson, 1870 [lire en ligne [archive]]
- Description des plantes fossiles des calcaires marneux de Ronzon, Haute-Loire, ibid., 1873.
- Essai sur l'état de la végétation à l'époque des marnes heersiennes de Gelinden, Bruxelles, Académie royale (impr.par Hayez), 94 in Mémoires couronnés et mémoires des savants étrangers, Académie Royale des sciences, des lettres et des beaux-arts de Belgique " Tome XXXVII (37), 1873, avec Gaston de Saporta
- L’Évolution du règne végétal : les cryptogames, avec Gastion de Saporta, Paris, G. Baillière, 1881 [lire en ligne [archive]]
- L’Évolution du règne végétal : les Phanérogames, avec Gaston de Saporta, Paris, Alcan, 1885
- La Station zoologique d’Endoume, Ollendorff, 1897.